# Los Piratas
Los Piratas fou una banda de rock espanyola de Vigo, fundada l'any 1991. Van ser considerats un dels grups més influents en les escenes pop i rock a Espanya. Van editar cinc àlbums d'estudi (un d'ells disc d'or), dos directes, tres recopilatoris i quatre discos de rareses, per després dissoldre's en 2004.
Entre les influències de la banda s'hi trobaven Björk, Aphex Twin, Los Planetas, Radiohead, Oasis i el pop espanyol dels anys 1980. La banda va estar tant en l'escena mainstream com en la independent, i van evolucionar des del pop rock fins a un so amb tocs electrònics i major maduresa musical. Les seves lletres tractaven, inicialment, de relacions, d'amors frustrats i d'amors que estan per venir, per tornar-se més fosques i profundes posteriorment.

## Història

### Fundació i primers anys (1989−1994)
La banda va ser fundada el 1989 a Vigo, quan Iván Ferreiro i Paco Serén van decidir crear un grup al que anomenaren Los Piratas del Capitán Baroli ("Capitán Baroli" és una referència a Barullo, un gran amic d'Iván). Després de gravar una maqueta amb el tema «Somos Pobres», van reclutar a altres membres per a la banda. Primer van contactar amb alguns components del grup No Grites tonta, Fernando Romero, Fernando Lorenzo i Miguel Jiménez. Lorenzo i Miguel eventualment abandonen el projecte i Romero se'n va a viure als Estats Units. Mesos després, Los Piratas es consolida com a grup de rock, amb Iván Ferreiro com a capdavanter i vocalista, Alfonso Román a la guitarra, Paco Serén com a teclista i guitarrista, Pablo Álvarez al baix, Javier Fernández, conegut per l'àlies de Hal 9000, a la bateria i Raúl Quintillán com a teclista.
A l'octubre de 1992 va aparèixer el seu primer àlbum, en directe i homònim, gravat a la sala CDB, produït per Javier Abreu i editat pel segell Warner Bros.. En aquest treball, l'agrupació seguia un estil proper al pop rock, amb tints psicodèlics i blues, o al rock, i les seves temàtiques se centraven en l'amor frustrat i l'amor que està per venir. Un any després, en 1993, Los Piratas van publicar el seu primer àlbum d'estudi, Quiero hacerte gritar, en el qual van recollir gran part dels temes de l'anterior treball. En ell, l'agrupació va continuar amb la seva línia pop rock, present en l'àlbum anterior, malgrat tenir algunes cançons més orientades cap al rock i, fins i tot el flamenc. La producció i discogràfica van ser les mateixes que en el seu àlbum debut.

### Camí de l'èxit (1995−1997)

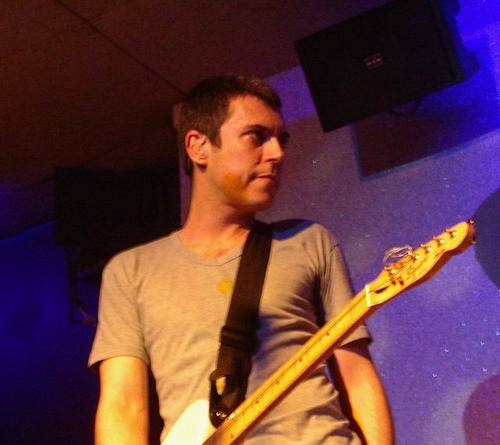
Iván Ferreiro, vocalista de Los Piratas en concert.

La banda va publicar en 1995 el seu segon àlbum d'estudi, Poligamia, sota el segell Warner i la producció de Juan Luis Giménez, de Presuntos Implicados, qui els va ajudar a apropar-se al so desitjat, més roquer, a més d'incorporar elements més complexos i samplers. En alguns temes hi ha presents elements acústics i experimentals i a més van comptar amb la col·laboració dels antics membres de Duncan Dhu, Mikel Erentxun i Diego Vasallo, en la cançó «Tu perro guardián». També van realitzar una versió de «Dime que me quieres», de Tequila. Amb aquest àlbum van arribar a ser emesos en radiofórmules i van augmentar les seves vendes considerablement.
En el 1997 van publicar l'àlbum Manual para los fieles, on la banda va evolucionar fent un rock «càlid», és a dir, tornant la seva música més complexa en afegir bases electròniques i de fusió, com l'ús de la samfoina i altres elements típics del folk gallec. La producció també va recaure en Juan Luis Gimenéz i en alguns temes van incloure les col·laboracions d'Antón Reixa, Anxo Pintos, Kepa Junkera, Miqui Puig de Los Sencillos, i Soledad Giménez, també de Presuntos Implicados. Les lletres van canviar, fent-se més fosques i profundes. A més, el tema «Mi matadero clandestino» va formar part de la banda sonora de la versió espanyola de la pel·lícula Batman i Robin.

### Fin de la primera parte(1998−2002)
En el 1998, el teclista Raúl Quintillán va abandonar la banda. La discogràfica de la banda va publicar un àlbum compilatori que van titular Fin (de la primera parte), en el qual van incloure dos temes nous i van superar les 50.000 còpies venudes. Té la particularitat que l'ordre de cançons és invers a la seva publicació, és a dir, primer apareixen les cançons més noves i s'acaba per les primeres editades per la banda. A principis de 1999 van publicar una segona edició de l'àlbum per incloure la versió del tema My Way de Paul Anka, gràcies al qual van aconseguir molta popularitat per formar part de la banda sonora d'un anunci publicitari televisiu de la companyia de telefonia Airtel. Iván Ferreiro va comentar sobre aquesta recopilació:
| « | Eixe recopilatori ens va vindre bé per què ens donà una perspectiva en el temps i ens va permetre seleccionar aquells temes que de veritat ens apetia tocar o millor dit, descobrírem el que de veritat no volíem tocar. | » |

### L'èxit (2001−2003)
Van iniciar la segona etapa de la seva trajectòria amb l'àlbum Ultrasónica (2001), treball en el qual es van apreciar influències de bandes internacionals com Radiohead o Oasis. D'aquesta manera, la banda va assimilar l'electrònica dels primers i va aconseguir crear atmosferes sufocants. L'àlbum va ser enregistrat en un estudi residencial de França situat enmig del camp i amb Juan Luis Jiménez encara com a productor, tal com havien fet amb Poligàmia. Inicialment, la discogràfica Warner es va negar a distribuir l'àlbum perquè a causa que el consideraven massa comercial per al circuit independent, però finalment va ser editat per aquesta discogràfica i va arribar a ser disc d'or amb més de 50.000 vendes. D'entre les cançons va destacar la cançó «Años 80» perquè va esdevenir un èxit comercial. Aquell mateix any, l'àlbum va ser reeditat afegint temes inèdits, remescles, rareses i temes en directe.

### Temporada independent (2003)
En aquest mateix any es va publicar l'últim àlbum d'estudi de Los Piratas, Relax, produït per Suso Saiz i gravat en els Estudis IZ, al País Basc, amb el qual van deixar l'escena mainstream.
En ell es va apreciar més foscor i electrònica que en els seus anteriors treballs, perdent el protagonisme que tenien les guitarres i allunyant-se així del so més rock, la qual cosa va provocar que fos acollit amb fredor per la crítica i el públic. Es va mostrar més experimental, apostant per ambient, chill out, blues i orquestracions de jazz, entre altres sons. El disc va ser reeditat en aquest any, afegint cinc noves cançons, totes elles tribut. Posteriorment, es va editar una edició especial que incloïa els discos Respuestas y Dinero que contenien principalment cançons instrumentals, formant així un àlbum quàdruple.

### Fin de la segunda partei separació (2003−2004)
Poc després van començar a córrer rumors sobre la separació de la banda i per aquest motiu es va gravar el 23 d'octubre de 2003 un àlbum de comiat en directe a la sala madrilenya de La Riviera titulat Fin de la segunda parte. En ell van aparèixer col·laboracions d'Enrique Bunbury, El Drogas de Barricada i de Amaral, i es van incloure tant vídeos de l'actuació com a enregistraments en CD. Los Piratas van donar el seu últim concert al desembre d'aquest any, a la sala Galileo Galilei, i es van dissoldre al febrer de 2004. Iván, capdavanter de la banda, va comentar sobre la separació:
| « | El grup es va acabar perquè s'havia d'acabar, no va passar res en concret, simplement estàvem saturats i el millor era concloure l'assumpte abans que comencéssim a portar-nos malament i així seguir sent amics. | » |

Mentre es gestava la dissolució de la banda, Gabi Davila, en col·laboració amb els membres del grup, va escriure Empatía, Conversaciones con Piratas el llibre que resumeix la trajectòria del grup des dels seus inicis.

### Després de la separació
Iván Ferreiro va començar una carrera en solitari a principis de l'any 2005, mentre que Alfonso Román va formar Trash of Dreams al costat de Suso Saiz, per posteriorment començar a tocar de forma individual. Per la seva banda, Paco Serén i Hal 9000 van formar part d'Ectoplasma fins a finals de 2007. En el 2008 va sortir a la venda Disco duro, un set-box que recollia tots els àlbums d'estudi de la banda reeditats. Cadascun incloïa breus textos escrits per periodistes o persones properes al grup que parlaven sobre ell, i alguns temes inèdits i maquetes mai publicades. A més el set-box incloïa un DVD amb un documental repassant la història de Los Piratas i com va ser l'enregistrament de cada àlbum, fotos del grup, portades inèdites i un ampli material. Paral·lelament es va publicar l'edició senzilla en CD, un recopilatori dels grans èxits, amb algun tema inèdit.

## Estil i influències
Els dos primers àlbums de Los Piratas s'orientaven cap al pop rock, amb guitarres intenses, algunes vegades properes al blues o a la psicodèlia. Aquest estil va ser qualificat per Allmusic com a «rock orientat cap a adolescents». A Poligamia es van aproximar més cap al rock i en Manual para los fieles van continuar per aquesta línia, només que li van afegir elements d'electrònica i de fusió, com el folk. El so electrònic va continuar en els seus següents treballs, sempre amb presència d'elements rock, fins que es van separar definitivament d'aquest en el seu últim àlbum d'estudi, Relax, en el qual es pot apreciar també un so més fosc.
La banda va citar com a influències a Björk, Aphex Twin, Los Planetas i a Radiohead. Entre altres es trobaven també Oasis i el pop espanyol dels anys 1980. De la mateixa manera, Los Piratas van ser considerats una de les agrupacions més influents en la història del pop i rock espanyol. El grup també versionà cançons de diversos artistes, com «Dime que me quieres» de Tequila, «My Way» de Paul Anka, «Bésame mucho» de Consuelo Velázquez i «Toda una vida» de Nuria Villazán. La banda va homenatjar a Hombres G amb «Ésta es tu vida» i a 091 amb «Otros como yo».
Les seves lletres tractaven, al principi, de relacions, d'amors frustrats i d'amors que estan per venir per tornar-se més fosques i profundes posteriorment.

## Membres

### Última formació
- Alfonso Román, guitarra (1991-2004).
- Iván Ferreiro, veu i guitarra (1991-2004).
- Javier Fernández, bateria (1991-2004).
- Pablo Álvarez, baix (1991-2004).
- Paco Serén, guitarra i teclats (1991-2004).

### Antics membres
- Raúl Quintillán, teclats (1991-1998).

## Discografia

### Àlbums d'estudi
- Quiero hacerte gritar (1993)
- Poligamia (1995)
- Manual para los fieles (1997)
- Ultrasónica (2001)
- Relax (2003)

### Àlbums en directe
- Los Piratas (1992)
- Fin de la segunda parte (2004)

### Àlbums recopilatoris
- Fin de la primera parte (1998)
- Disco duro (2008)
- Multigamia (Disco de versiones de los piratas) (2011)

### Àlbums de rareses
- Respuestas (2003)
- Dinero (2003)